# 日本女子アメリカンフットボール協会
日本女子アメリカンフットボール協会、英: Japan Women's American Football Association, 略称 : JWFA）は、日本国内における女子アメリカンフットボールに関する活動を統括する団体である。代表理事は柴田尚、現在東京、大阪の２チームが登録している。

## 沿革
- 1986年　　　日本に初めて女子アメリカンフットボールチームが発足する。
- 2015年 6月　日本女子アメリカンフットボール協会を設立。
- 2015年12月　F.F.LANGULLS vs Eagles の7人制フレンドリーマッチをエキスポフラッシュフィールドにて開催。
- 2016年5月　F.F.LANGULLS VS Eagles 7人制公式試合をアミノバイタルフィールドにて開催。
- 2016年11月　日本女子アメリカンフットボール協会主催のイベント「LIVE　GARDEN　WOMAN'S SPORS FEST」を天王寺駅前の「てんしば」で開催。参加者300名強、来場者数約2万4千人で賑わった。

## 加盟チーム
- F.F.LANGULLS
- Eagles